# Henri Claude
Pour les articles homonymes, voir Claude.
Henri Claude, né le 31 mars 1869 à Paris (2e) et mort le 29 novembre 1945 dans la même ville (17e), est un neurologue et psychiatre français.

## Biographie

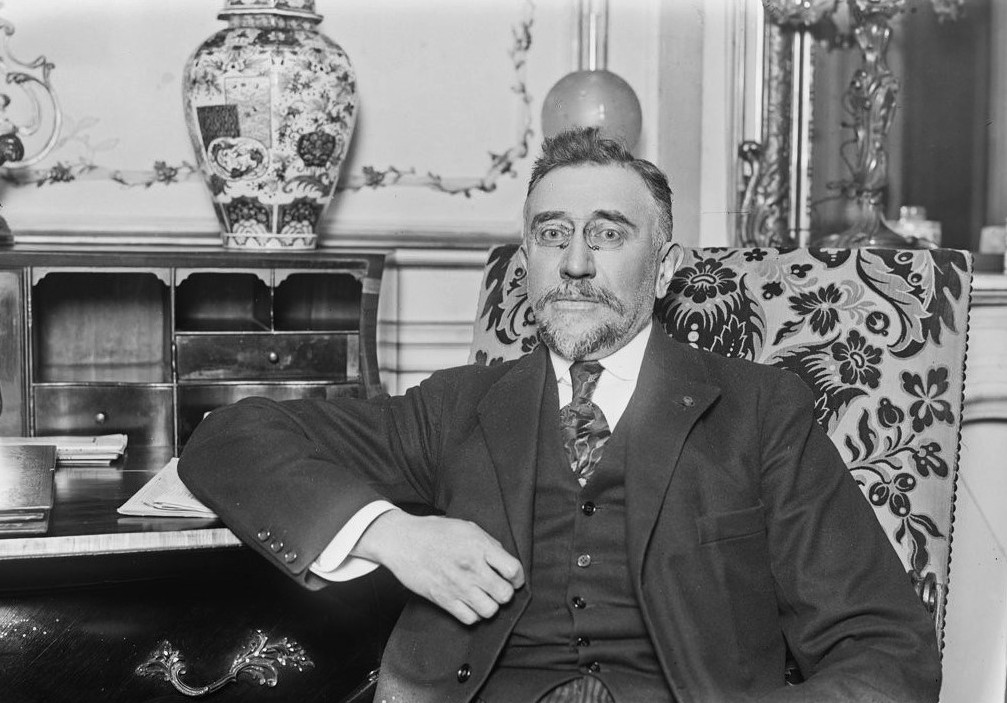
Henri Claude en 1922, Coll. de la BnF

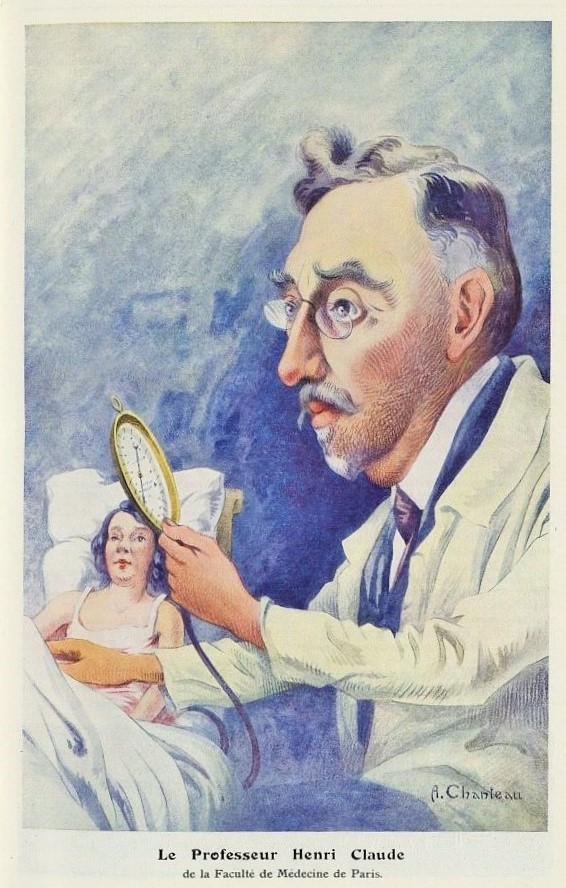
« Le Professeur Henri Claude, interrogeant le plexus solaire et la pression céphalo-rachidienne » (portrait charge par A. Chanteau), Chanteclair, 1925, coll. de la Bibliothèque interuniversitaire de santé.

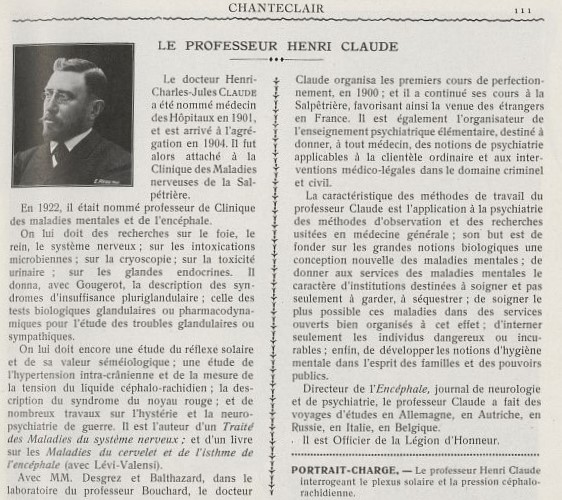
« Le Professeur Henri Claude », Chanteclair, 1925, p. 111.

Au cours de ses études de médecine, il a pour maître Charles Bouchard (1837-1915). Il est assistant de Fulgence Raymond (1844-1910) à l'Hôpital de la Salpêtrière. Il a occupé la chaire de la clinique des maladies mentales de 1922 à 1939, à l’Hôpital Sainte-Anne à Paris.
Il a joué un rôle important dans l'introduction en France des théories de Freud et de la psychanalyse, tout en restant extrêmement réservé concernant le rôle central occupé par la sexualité. Il créa le premier laboratoire de psychothérapie à la Faculté de médecine de Paris.
Il est élu membre titulaire de l'Académie nationale de médecine le 24 mai 1927. Il est, en outre,  membre de la Société de biologie, de la Société de psychiatrie, de la Société de médecine légale et de la Société de neurologie dont il fut le président. 
Henri Claude est officier de la Légion d'honneur,.

### Vie privée
Fils d'un avocat parisien, Henri Claude est le neveu du banquier Lucien Claude-Lafontaine. Par sa mère, il est le neveu de l'écrivain et homme politique Maurice Spronck. Marié à Camille Warenhorst, il eut deux filles qui épousèrent respectivement le professeur René Piedelièvre et le professeur Florent Coste.

## Éponymie
- Henri Claude a laissé son nom à un syndrome neurologique alterne du tronc cérébral : le « syndrome de Claude », dont certains signes sont communs avec ceux du syndrome de Benedikt[6]. Le syndrome de Claude associe une paralysie oculomotrice du côté de la lésion et une ataxie du côté opposé.
- Le « signe de l'hyperkinésie de Claude » correspond à des mouvements réflexes de muscles parétiques déclenchés par des stimuli douloureux. Ce phénomène est précoce et indique que le malade doit récupérer une grande partie de son activité fonctionnelle motrice, sans contracture[7].
- Le « signe [du poing fermé] de Claude »[réf. souhaitée] est l'impossibilité de fermer le poing au cours de la paralysie du nerf médian. La flexion et l'opposition du pouce sont abolies, ainsi que la flexion des deux dernières phalanges de l'index et du médius[7].

## Publications
- « Le traitement opératoire de l'épilepsie », Revue de psychiatrie : médecine mentale, neurologie, psychologie, Maloine (Paris), p. 441-483, lire en ligne sur Gallica.
- « La méthode psychanalytique », Le Disque vert, (Paris-Bruxelles), 2e année, 3e série, numéro spécial « Freud », 1924, pp. 38–43, Texte intégral.